# كوميديا 2009
كوميديا 2009 هي الدورة الثانية من برنامج كوميديا.

## المشاركون وهم 16
1. محمد باسو
2. خالد جواج
3. هشام تيكوطا
4. وسيم
5. محمد لبصل
6. عمر
7. سمحمد
8. شعبان ورمضان
9. حازم ورضى
10. جمال ونور الدين
11. نسرين
12. عدنان

إضافة إلى 4 مشاركين اخرين.

## لجنة التحكيم
- محمد الخياري
- ياسين زيزي
- امينة رشيد

## المدربين
- جواد الكرويتي
- مصطفى لهواري

## تقديم
رشيد الإدريسي

## الفائز
محمد باسو

## وصلات خارجية
- الموقع الرسمي للبرنامج